# NGC 1070
NGC 1070 ist eine spiralförmige Radiogalaxie vom Hubble-Typ Sb im Sternbild Walfisch südlich der Ekliptik. Sie ist schätzungsweise 184 Millionen Lichtjahre von der Milchstraße entfernt und hat einen Durchmesser von etwa 155.000 Lichtjahren. Vom Sonnensystem aus entfernt sich die Galaxie mit einer errechneten Radialgeschwindigkeit von näherungsweise 4.100 Kilometern pro Sekunde.
Die Typ-IIb-Supernova SN 2008ie wurde hier beobachtet.
Im selben Himmelsareal befinden sich unter anderem die Galaxien PGC 10350, PGC 10360, PGC 10392, PGC 3095596.
Das Objekt wurde am 13. Dezember 1784 von Wilhelm Herschel entdeckt.